# Pointe-à-Pitre
Pointe-à-Pitre je najveći grad otoka Gvadalupe, francuskog prekomorskog departmana u Malim Antilima. Za oko 5 000 žitelja mnogoljudniji je od glavnog grada Basse-Terrea. Legenda kaže kako je mjesto nazvano po prognanom nizozemskom pomorcu Pitreu koji se ovdje nastanio u 17. stoljeću. Grad je službeno dobio ime 1772. godine. Više puta u povijesti grad su uništavali uragani i požari. Pointe-à-Pitre gospodarsko je središte Gvadalupe. Ima kontejnersku luku i zračnu luku koja svakodnevno nudi letove za Pariz. Jacques Bangou trenutačno je gradonačelnik Pointe-à-Pitrea.

## Vanjske poveznice
- Službena stranica  Arhivirana inačica izvorne stranice od 27. studenoga 2010. (Wayback Machine)